# José María Urbina
José María Mariano Segundo de Urbina y Viteri (Quito, 1808 – Guayaquil, 1891) è stato un politico ecuadoriano.
Presidente dell'Ecuador dal 1852 al 1856, fu ostinato avversario di Gabriel García Moreno. Esule e poi rimpatriato, fu capo dell'esercito dal 1876 al 1878.